# Dygoris pittheis
Dygoris pittheis är en fjärilsart som beskrevs av Gustav Weymer 1890. Dygoris pittheis ingår i släktet Dygoris och familjen praktfjärilar. Inga underarter finns listade i Catalogue of Life.